# Giovanni Caselli (fysiker)
Giovanni Caselli, född den 25 april 1815 i Siena, död den 8 juni 1891, var en italiensk lärd och abbé.
Caselli sysselsatte sig mycket med elektriciteten och magnetismen. År 1854 uppsatte han i Florens tidskriften "Ricreazione", avsedd att sprida fysikaliska kunskaper bland allmänheten, och samtidigt konstruerade han den efter honom uppkallade pantelegrafen, en typ av kopieringstelegrafer som hade till uppgift att överföra handskrifter och teckningar på telegrafisk väg.. Sedermera konstruerade han en elektrisk motor.

## Pantelegrafen
1856 byggde Giovanni Caselli en stor faxliknande maskin efter ett patent av Alexander Bain med en pendel på cirka 2,5 meter. Han kallade den pantelegraf. År 1860 sände denna maskin det första faxet mellan två städer – från Paris till Amiens.
Originalskriften gjordes i ett fett bläck på en metallplåt. Den stora pendeln drev ett tunt metallstift fram och tillbaka över plåten. Mellan varje svep flyttades plåten ett litet stycke så att stiftet så småningom kom att avsöka hela plåten linje för linje. En elektrisk spänning lades mellan metallstiftet och den jordade plåten. När stiftet hade kontakt med plåten sjönk spänningen på grund av kortslutning, men inte när stiftet träffade på det feta och isolerande bläcket. Stiftet kopplades via en telegrafledning till mottagarstationen. Där fanns en likadan pendel som synkroniserats med sändaren före avsökningen. Denna pendel förde ett stift i likadana rörelser över ett kemiskt behandlat papper som låg på en jordad plåt. När mottagarens stift fick spänning, färgades pappret blått precis under stiftet. På så vis ritade mottagaren av originalskriften.